# تاكويا إيتو (لاعب كرة قدم مواليد 1976)
تاكويا إيتو (باليابانية: 伊藤 卓弥) (30 ديسمبر 1976 في كاناغاوا في اليابان – )؛ هو لاعب كرة قدم ياباني سابق كان يلعب كحارس مرمى.

## وصلات خارجية
- تاكويا إيتو على موقع الاتحاد الدولي (مؤرشف)  (الإنجليزية)
- تاكويا إيتو على موقع رابطة كرة القدم اليابانية للمحترفين (اليابانية)
- تاكويا إيتو على موقع عالم كرة القدم.نت (الإنجليزية)